# Grevillea robusta

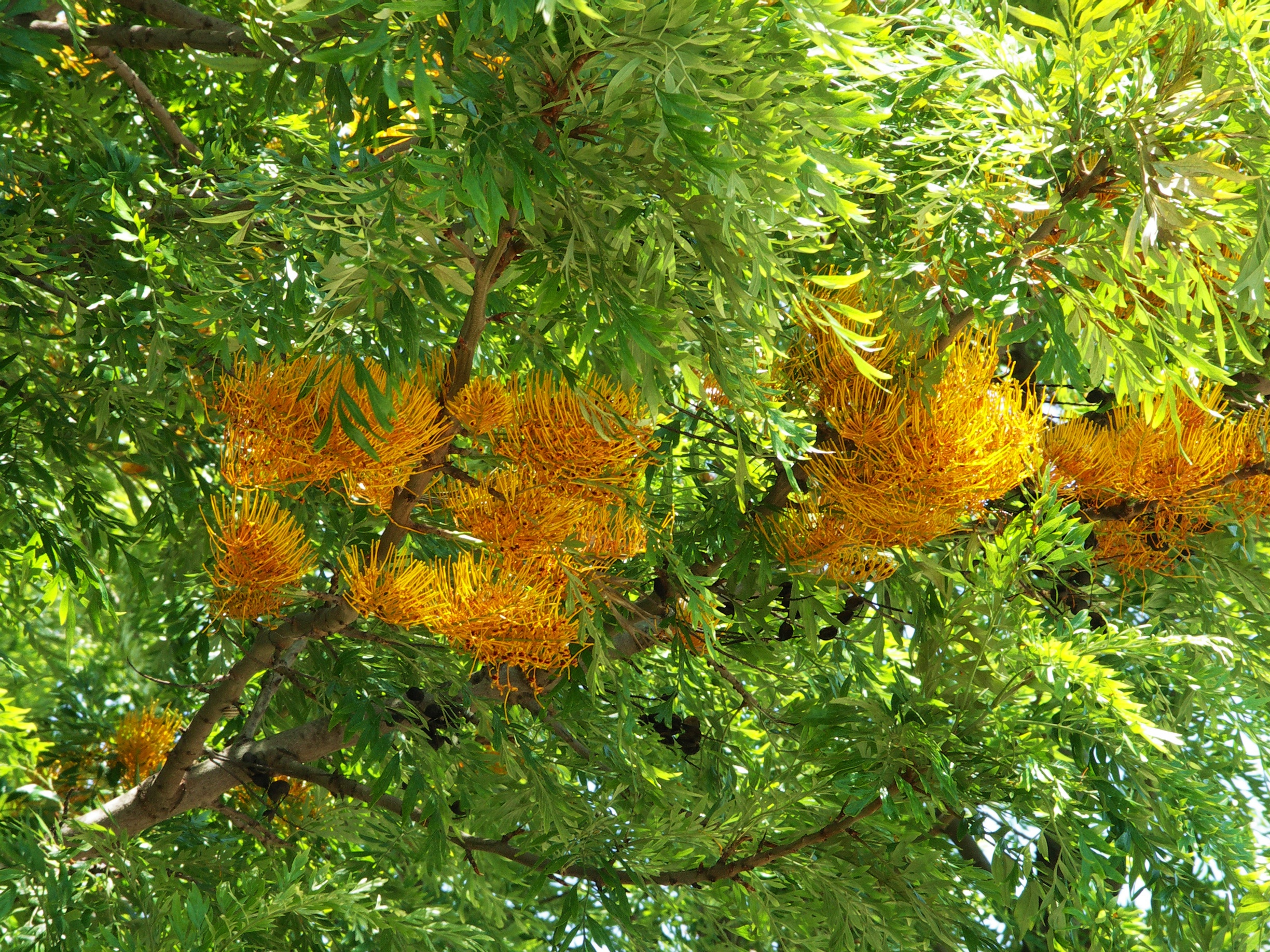
Hojas y flores.

El roble sedoso, roble australiano, roble plateado, árbol de fuego, pino de oro o gravilia (Grevillea robusta) es la especie más grande del género Grevillea. Nativo de las costas del este de Australia.

## Descripción
Es un árbol perennifolio de rápido crecimiento, de 18 a 35 m de altura con hojas verde oscuras delicadamente dentadas bipinnadas reminiscentes de fronda de helecho. Estas hojas generalmente son de 15 a 30 cm de largo con el envés de color blanco grisáceo mohoso. Sus flores son doradas naranjas, de 8 a 15 cm de largo en primavera, en tallos de 2 a 3 cm de largo. Las semillas maduran desde finales de invierno hasta principios de primavera, fructificando en folículos dehiscentes pardo oscuros aterciopelados, de 2 cm de largo, con una o dos semillas planas aladas.
A las personas con la piel sensible puede ocasionar dermatitis por contacto.

## Distribución y hábitat
El roble sedoso se encuentra de forma natural en la costa y se extiende por el sur de Queensland y Nueva Gales del Sur, llegando hasta Coffs Harbour, donde crece en selvas subtropicales, selvas secas y bosques húmedos. Actualmente es relativamente raro en su hábitat natural, pero se ha plantado extensamente. Se ha naturalizado en muchos lugares, como la isla Norfolk, la isla Lord Howe y la meseta Atherton en Australia, y en el extranjero, en Sudáfrica, Nueva Zelanda, Hawái, la Polinesia Francesa, Jamaica y Florida. Se considera una maleza en partes de Nueva Gales del Sur y Victoria, y una especie invasora en Hawái y Sudáfrica.

## Usos
Grevillea robusta es usada en la elaboración de instrumentos musicales incluyendo guitarras.
Antes del advenimiento del aluminio, la madera de este árbol era ampliamente usada ebanistería externa de ventanas debido a su resistencia a la pudrición. También era popular para elaborar mueblería. Existen severas restricciones para su explotación en su medio ambiente natural ahora que el número de árboles silvestres se ha reducido considerablemente.
Es un excelente árbol para ser usado como cerca y uno de los árboles de crecimiento más rápido.

## Cultivo
Los ejemplares jóvenes crecen muy bien en invernadero donde toleran sombra, pero prefieren pleno sol en zonas templadas. Plantadas al exterior, necesitan protección contra las heladas nocturnas. Una vez establecido es más resistente y tolera temperaturas de hasta −8 °C. Necesitan ocasionalmente agua, pero por lo demás son resistentes a la sequía.
Grevillea robusta es usado frecuentemente como cepa para injertar grevileas difíciles de cultivar.
Se necesita cuidado cuando se planta cerca de vegetación nativa en Australia debido a su comportamiento invasor.

## Taxonomía
Grevillea robusta fue descrita por Allan Cunningham ex Robert Brown y publicado en Supplementum primum prodromi florae Novae Hollandiae 24, en 1830.

### Etimología
Grevillea: nombre genérico otorgado en honor de Charles Francis Greville, cofundador de la Royal Horticultural Society.
robusta: epíteto latíno que significa "robusta"

### Sinonimia
- Grevillea robusta var. compacta auct.
- Grevillea robusta var. forsteri L.H.Bailey
- Grevillea umbratica A.Cunn. ex Meisn.
- Grevillea venusta A.Cunn. ex Meisn.
- Stylurus robustus (A.Cunn.) O.Deg.[7]

## Toxicidad y reacciones alérgicas
Las flores y la fruta contienen el tóxico cianuro de hidrógeno. Tridecylresorcinol en Greviellea robusta es responsable de la dermatitis de contacto.

## Galería

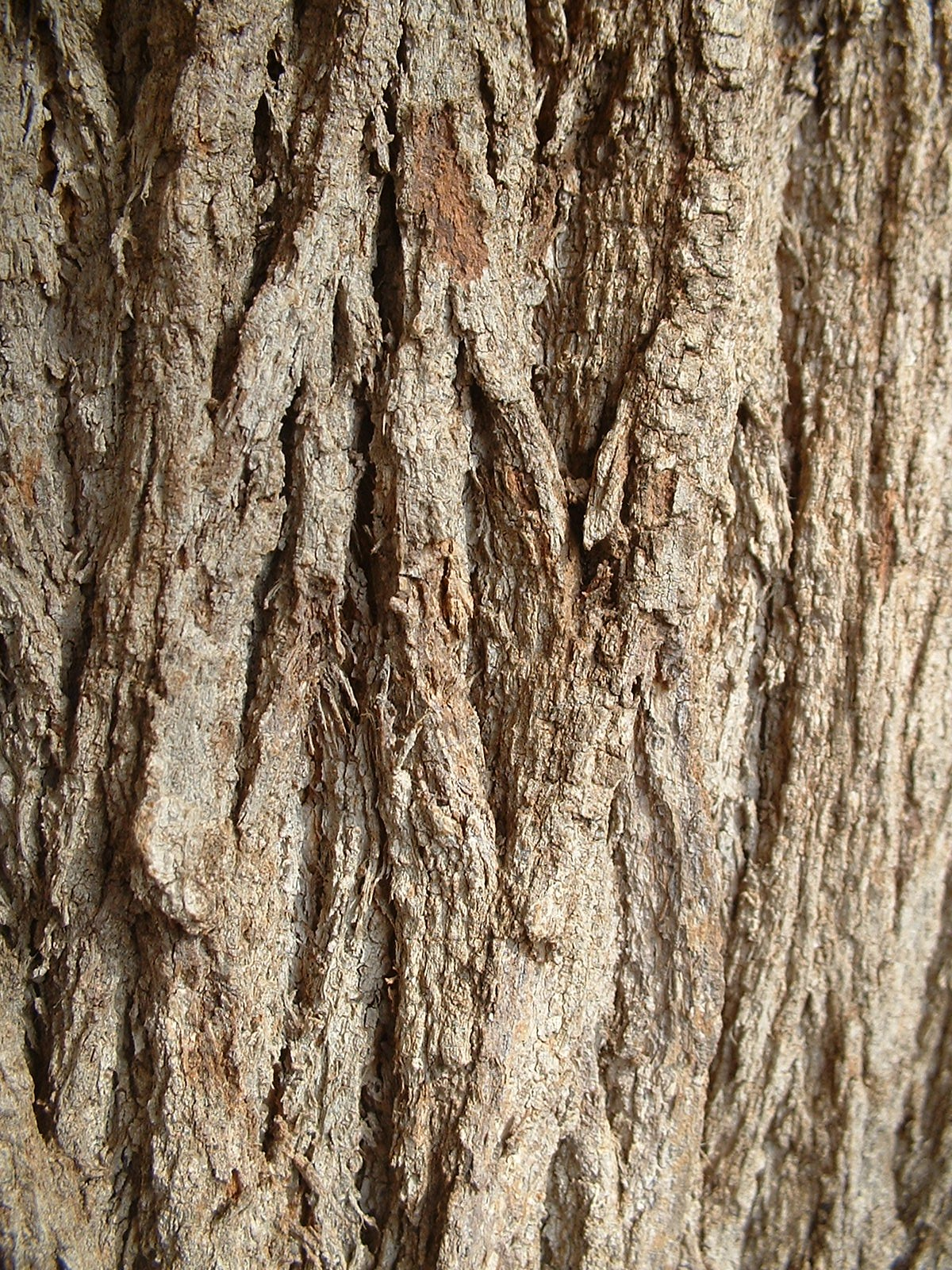
Corteza del tronco
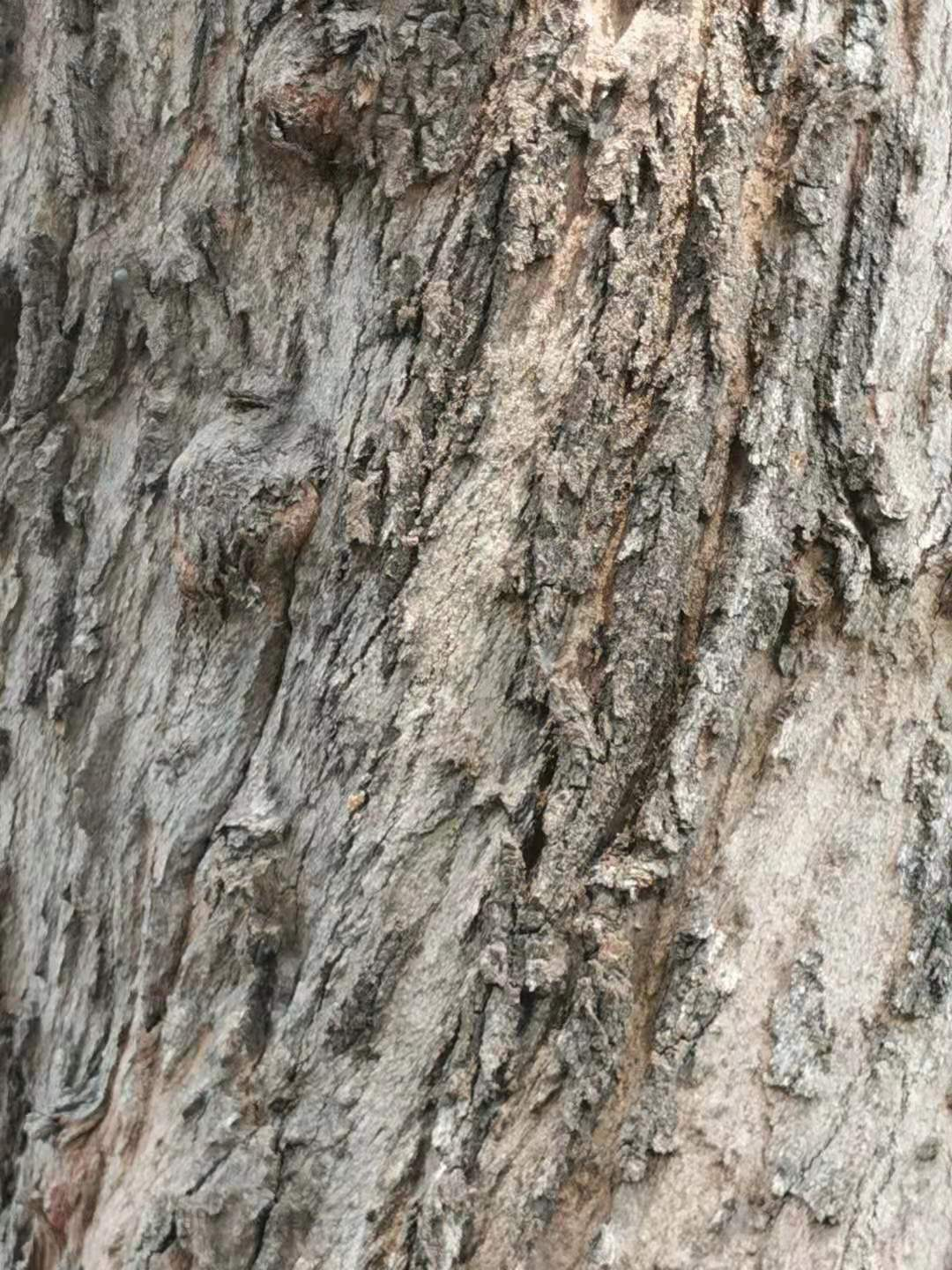
Corteza del tronco
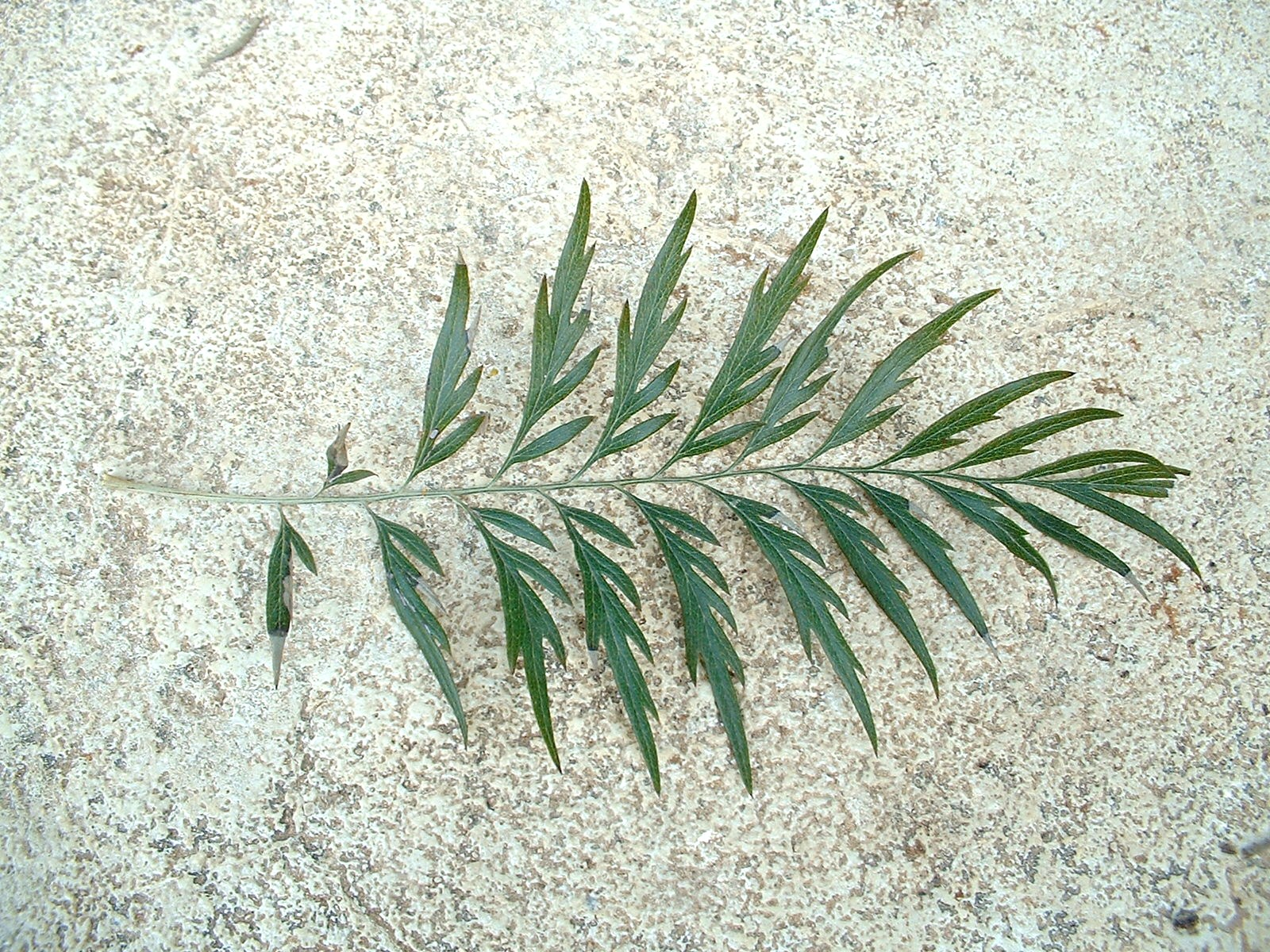
Hoja
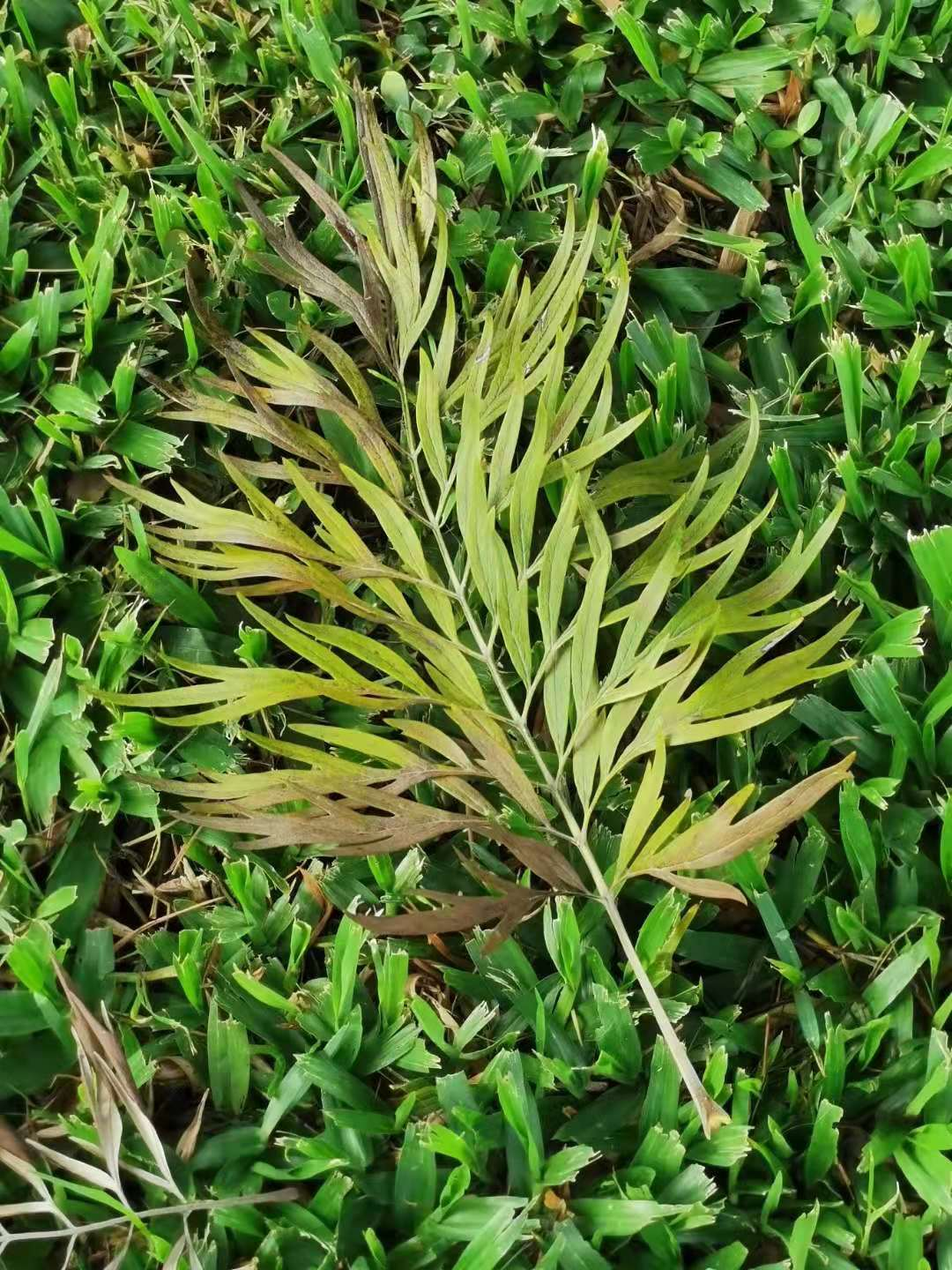
Hoja
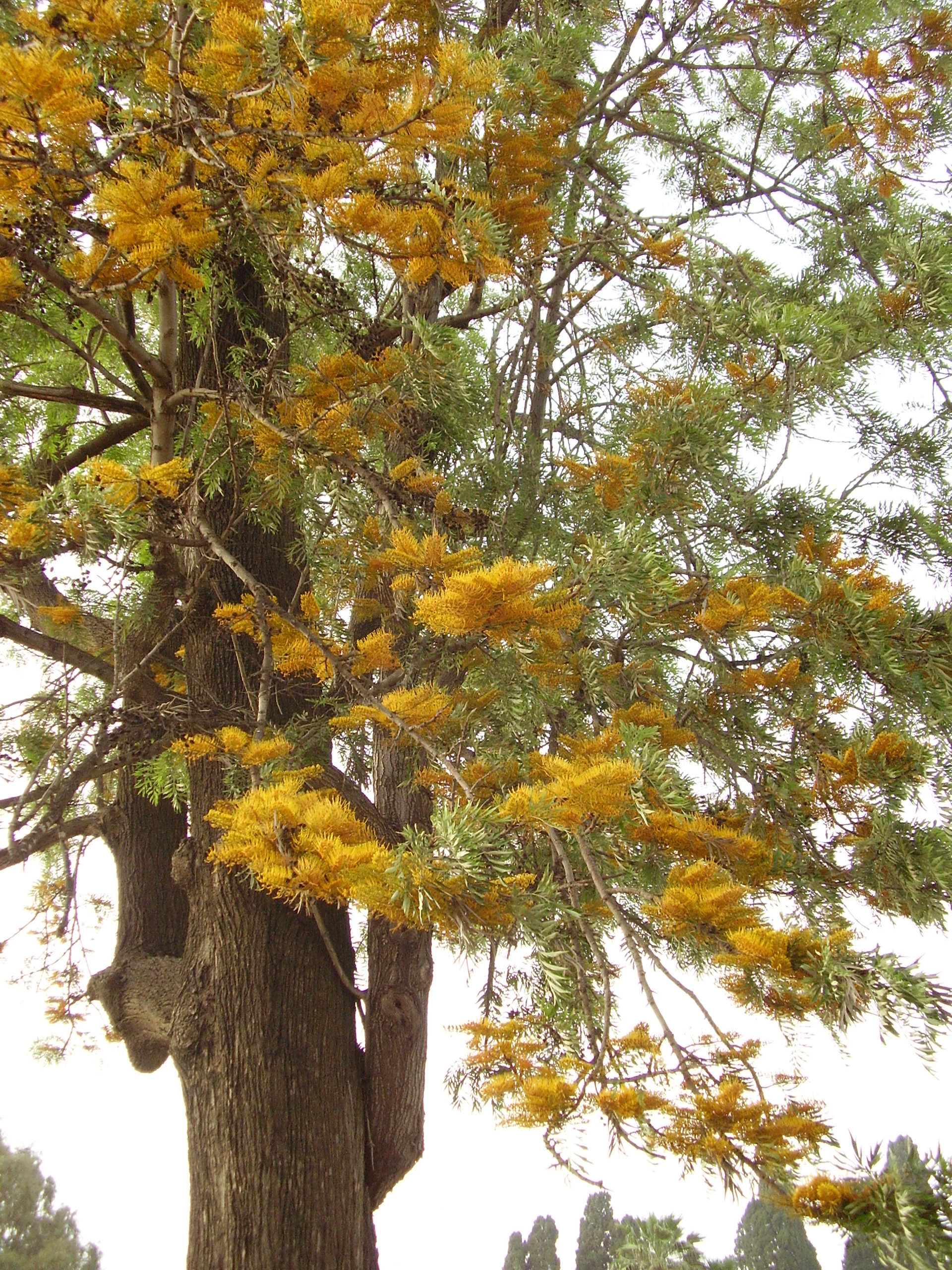
Ramas florecientes
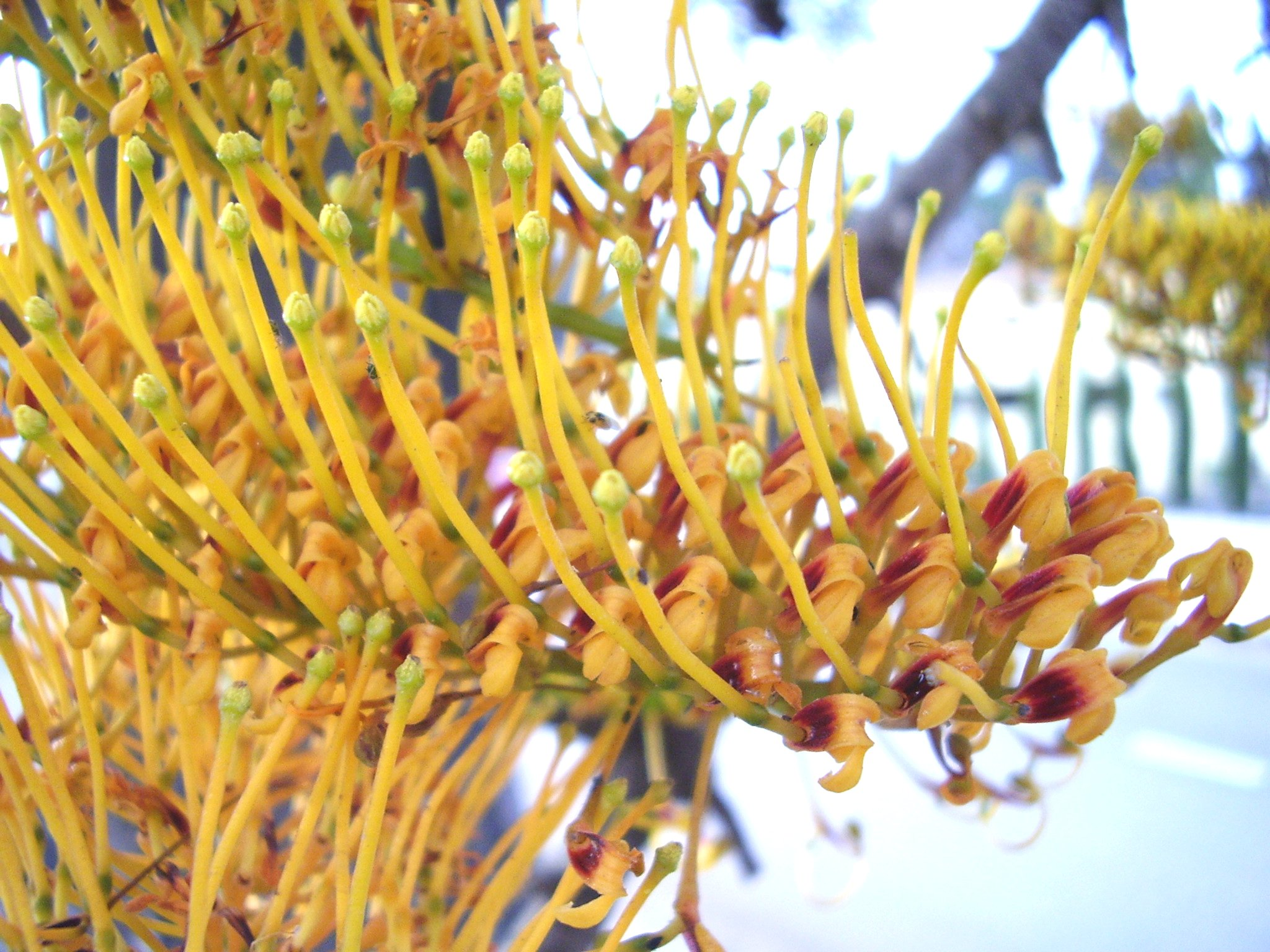
Flores
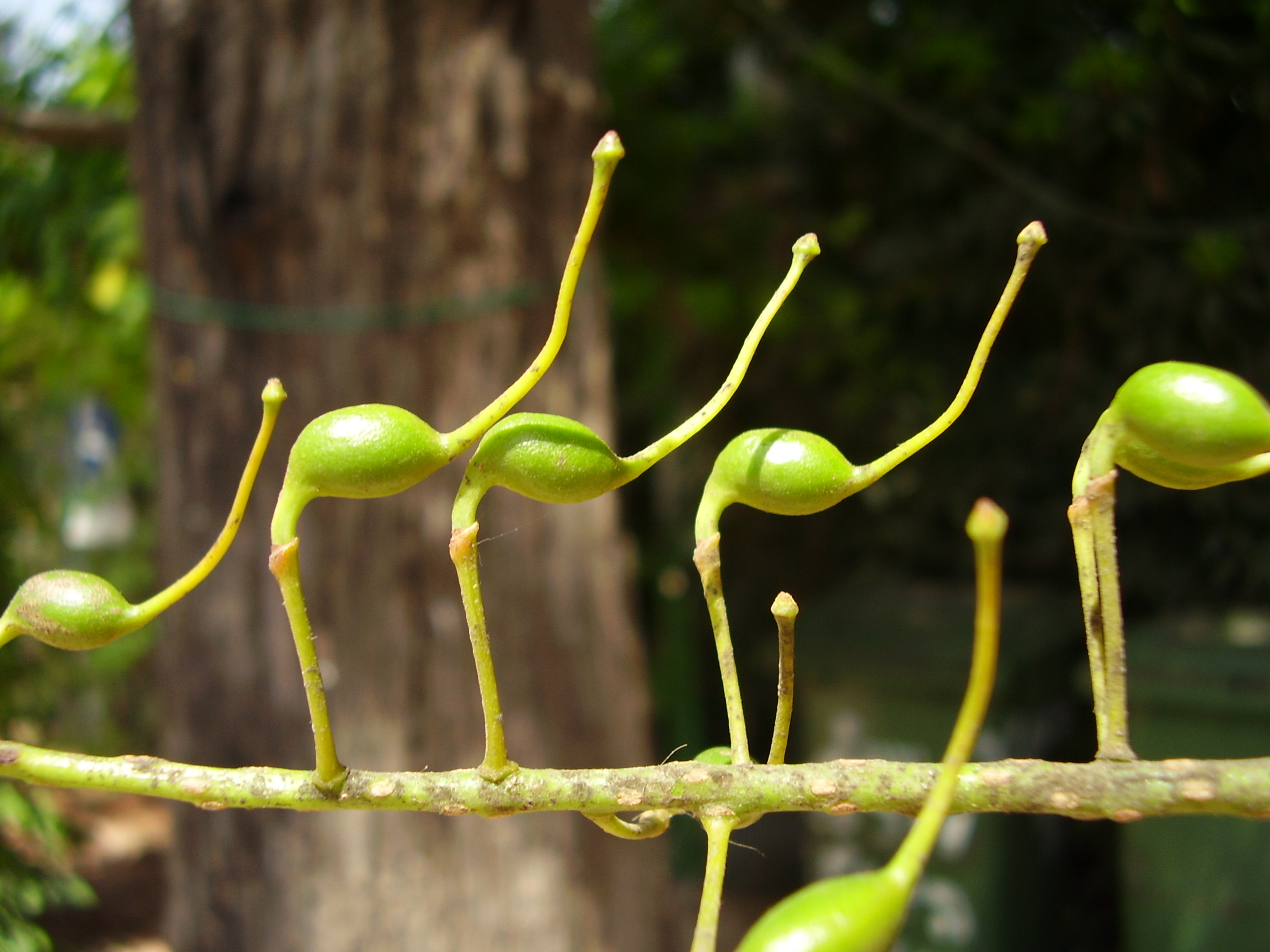
Vainas de semillas inmaduras
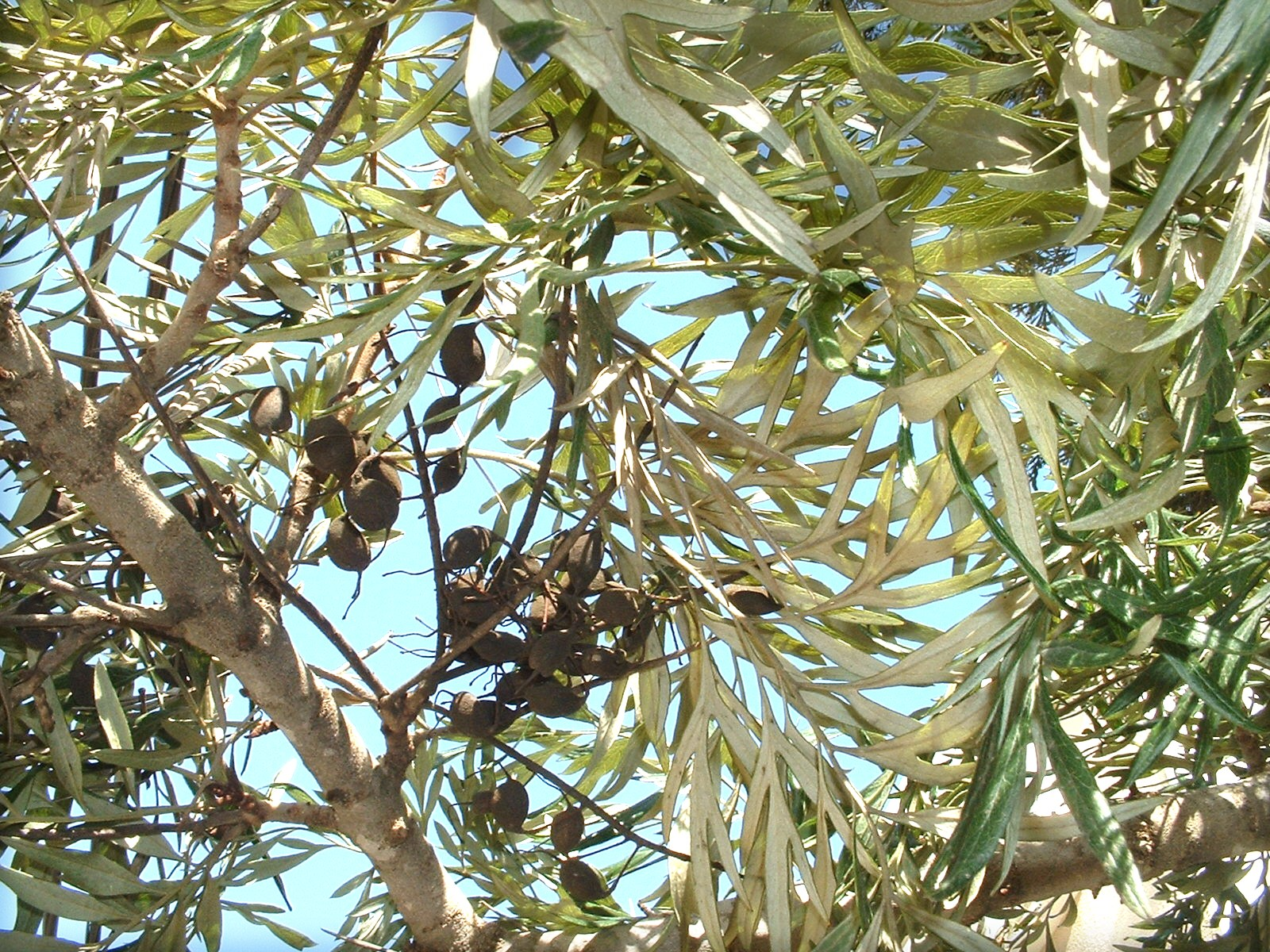
Hojas y vainas de semillas secas
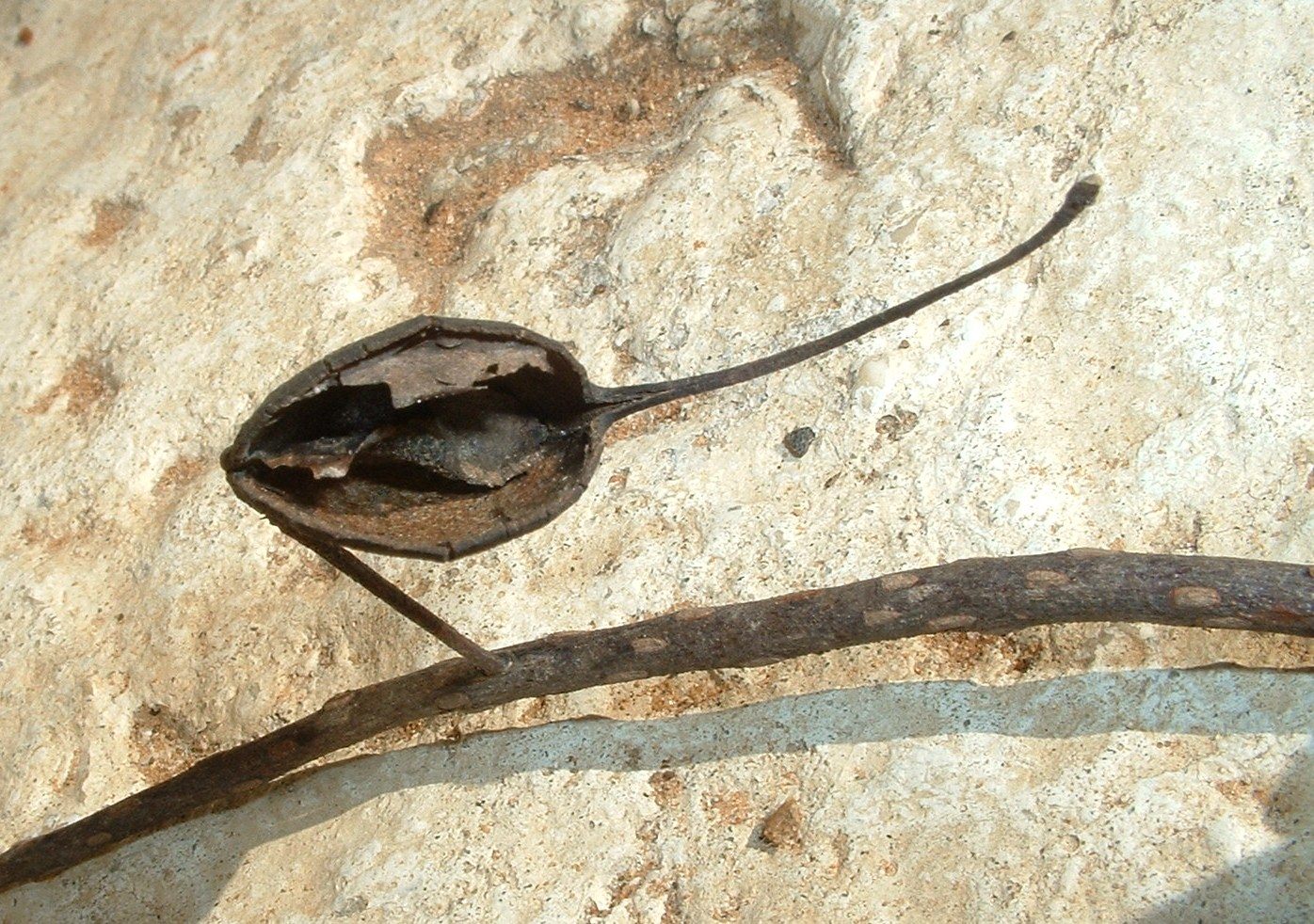
Vaina de semillas secas
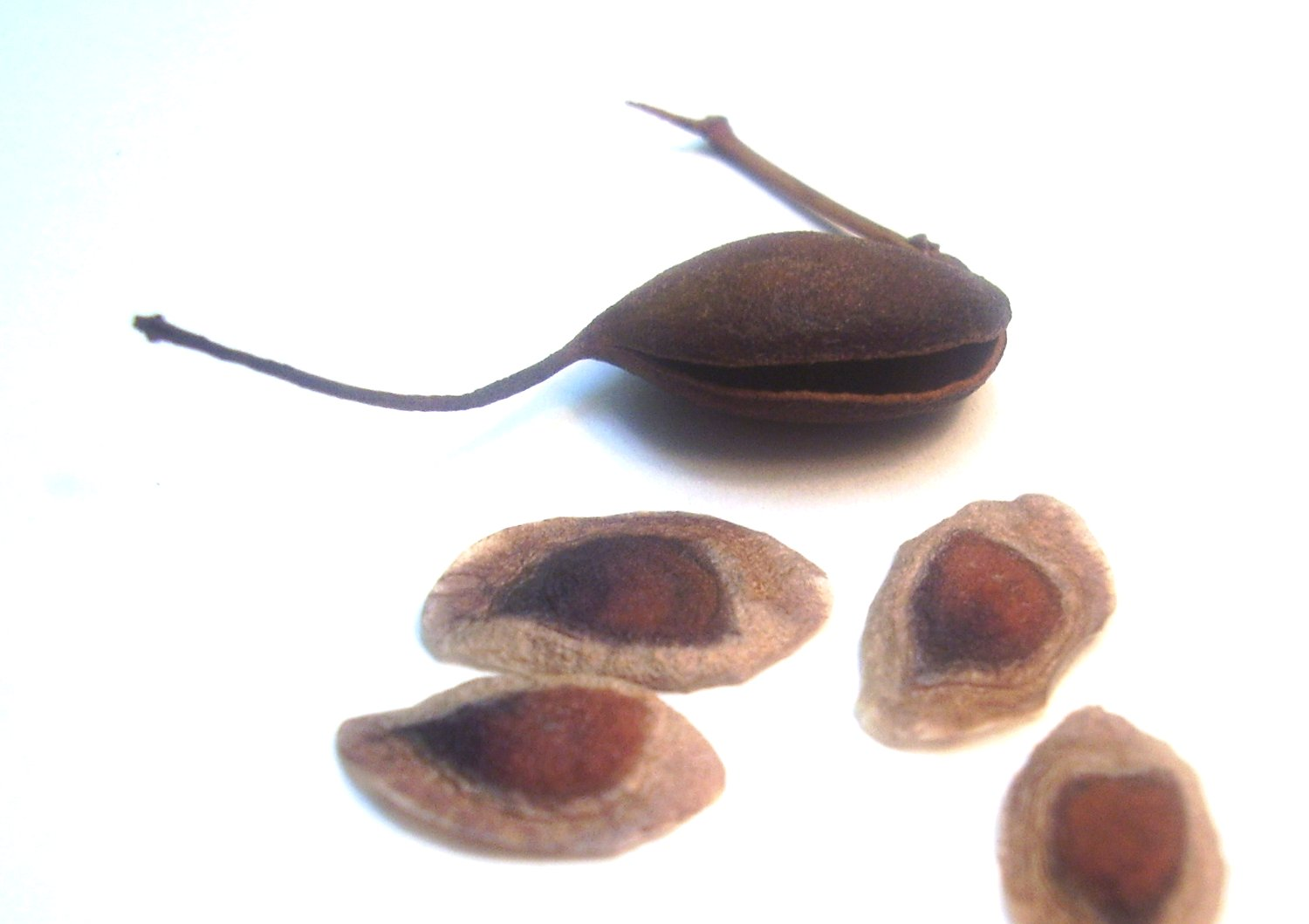
Vaina y semillas
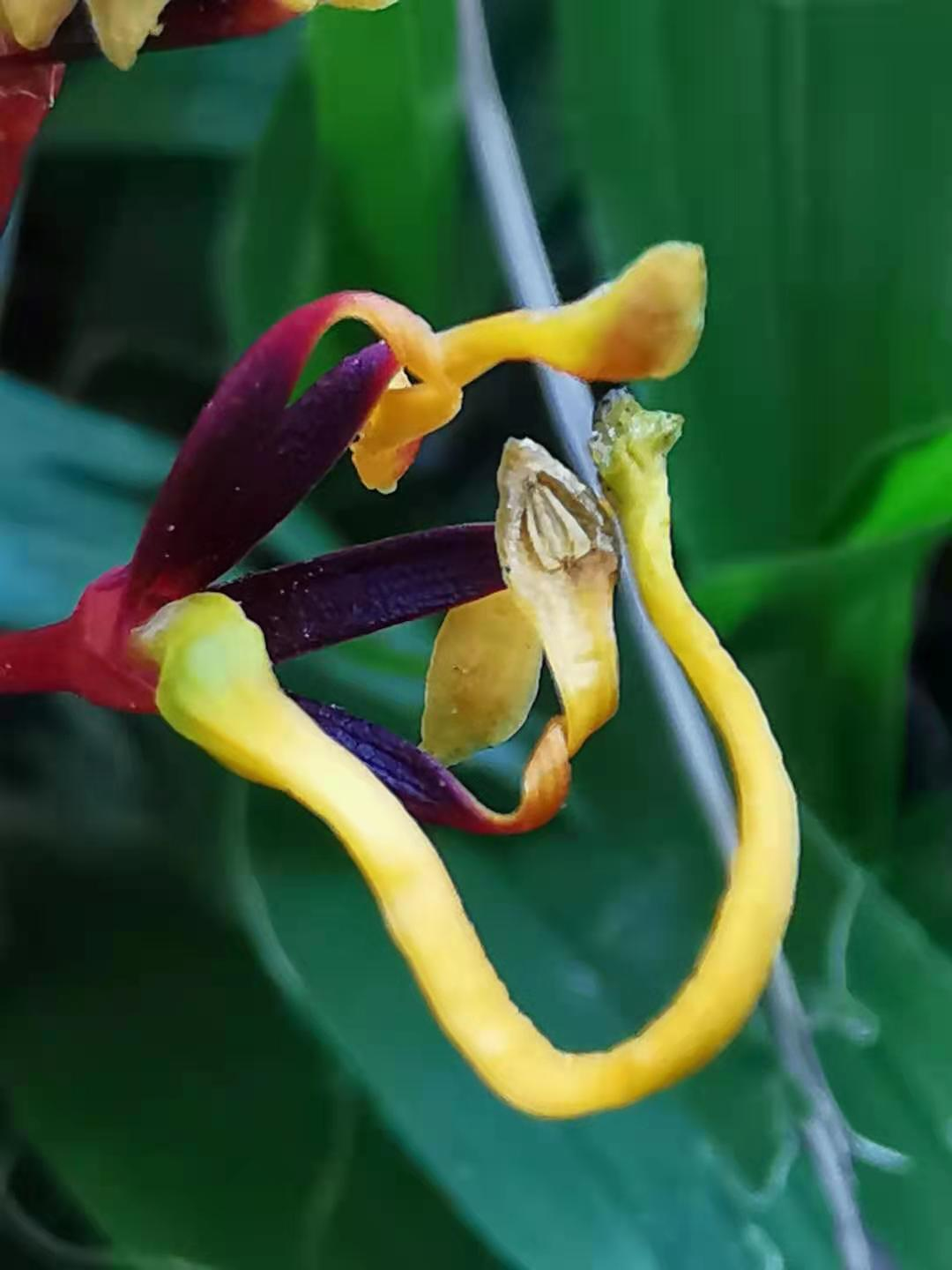
Flor
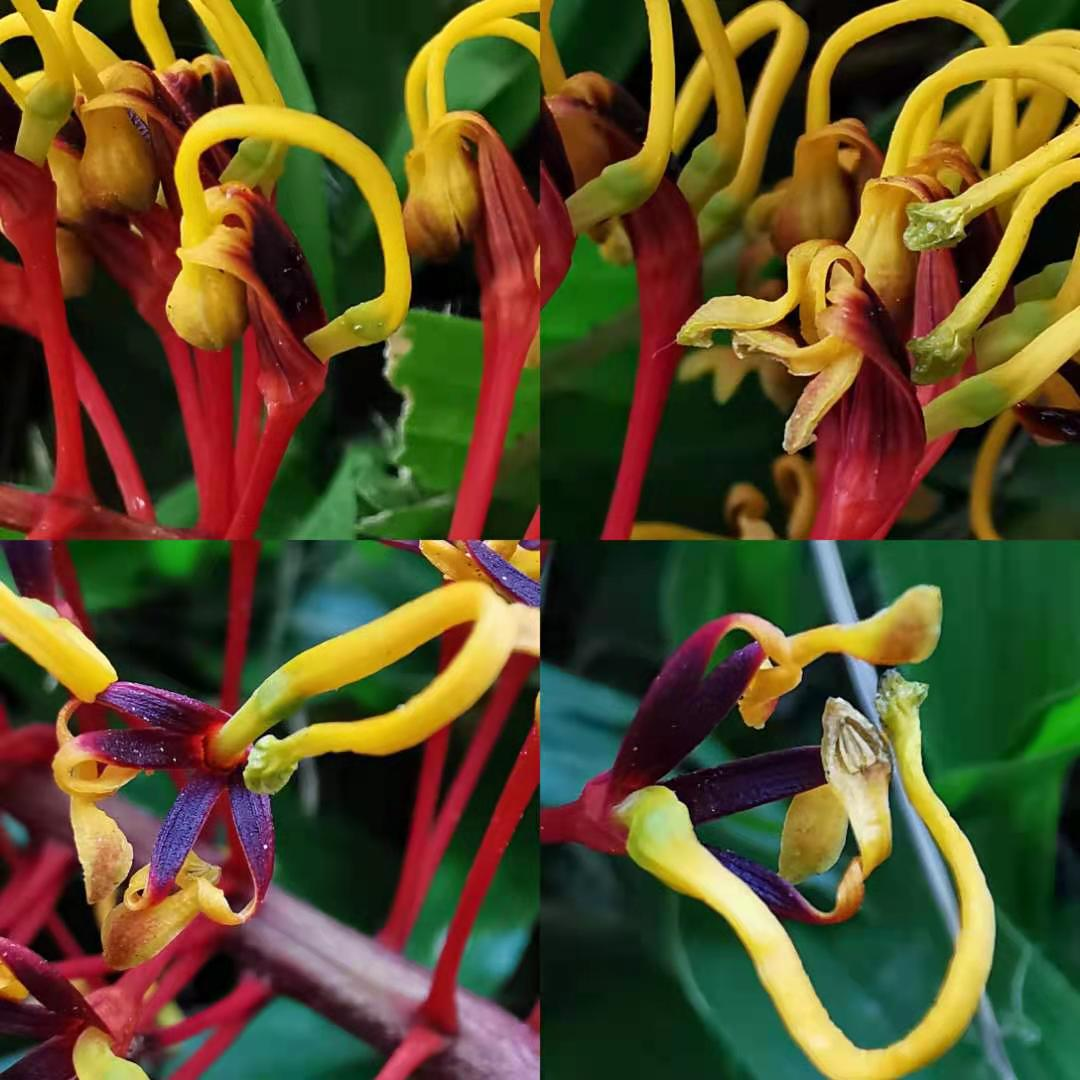
Flores